# وجه حجابي للقلب
الوجه الحجابي للقلب يتجه نحو الأسفل وقليلا نحو الخلف ويتشكل من البطينات. يقع الوجه الحجابي للقلب على الوتر المركزي للحجاب الحاجز وعلى جزء صغير من قسمه العضلي.